# Маньчжурская равнина
Маньчжурская равнина (кит. трад. 東北平原, упр. 东北平原, пиньинь Dōngběi píngyuán, палл. Дунбэй пинъюань — Северо-Восточная равнина, Сунляо — аббр. от названия рек Сунгари и Ляохэ) — крупнейшая равнина в Китае, занимает большую часть северо-восточного Китая.

## Рельеф
Площадь равнины составляет около 300 тысяч км²; преобладающие высоты — от 200 до 300 м, на юго-западе — менее 100 м. Южная часть равнины носит название Ляохэской равнины.

## Экономика
Используется для сельского хозяйства (пшеница, кукуруза, фасоль, соя, рис, сахарная свекла, подсолнечник). Также много водно-болотных угодий, обширных болот. Многие районы подвергаются затоплению.

## Города
- Харбин
- Чанчунь
- Цицикар
- Шэньян
- Фушунь
- Гирин

## Реки
- Нуньцзян
- Чол